# Pflugfelden

Pflugfelden im Südwesten des Ludwigsburger Stadtgebiets

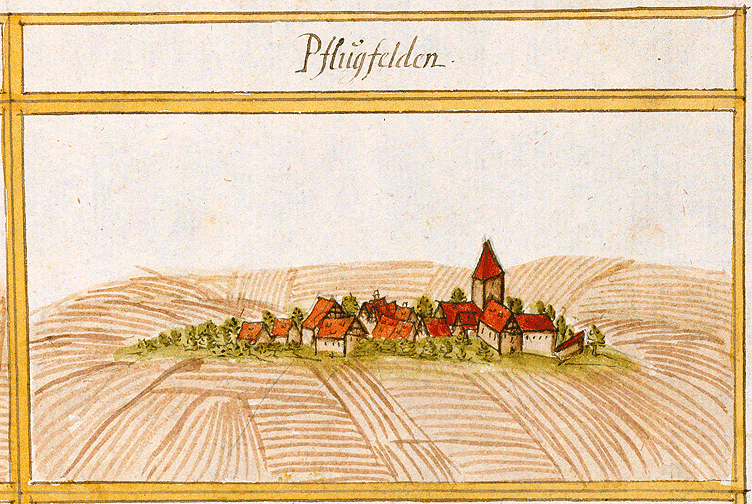
Ansicht von Pflugfelden aus den Forstlagerbüchern von Andreas Kieser aus dem Jahr 1682

Pflugfelden ist ein südwestlicher Stadtteil der Großen Kreisstadt Ludwigsburg, der 1903 eingemeindet wurde.

## Geographische Lage
Pflugfelden liegt südwestlich der Kernstadt am sogenannten Langen Feld. Es grenzt im Osten und Süden an Kornwestheim und im Westen an Möglingen. Im Norden grenzt es an Ludwigsburg-West. Pflugfelden liegt etwa zwölf Kilometer entfernt von der Stuttgarter Innenstadt.

## Geschichte
Bei der Herkunft des Namens von Pflugfelden gibt es zwei unterschiedliche Erklärungen. Der ehemalige Pfarrer von Pflugfelden (1905–1926) Hermann August Dieterich argumentiert in seinem Artikel in den Ludwigsburger Geschichtsblättern, dass der Ursprung im althochdeutschen „fro“ (Phloe von Phloevelt) liegt. Lutz Reichardt hingegen schreibt in seinem Artikel in Beiträge zur Namensforschung, dass der Ursprung im alt- und mittelhochdeutschen „pfluoc“ liegt. Wobei mit „pfluoc“ der Räderpflug gemeint ist, der eine Weiterentwicklung vom Hakenpflug ist und eine umfangreichere Landwirtschaft ermöglicht. Reichardt beschreibt Pflugfelden als „Siedlung bei den Feldern, dem Feld, das mit dem (neuen) schollenwendigen Pflug bearbeitet wird“.
Pflugfelden wurde erstmals im frühen 12. Jahrhundert erwähnt, als mehrere Güter an das Kloster Hirsau fielen. Schenker war ein Adalbero von Pflugfelden. 1308 kam der Ort von der Grafschaft Asperg und der Pfalzgrafschaft Tübingen zur Grafschaft Württemberg. Pflugfelden unterstand von nun an dem Amt Gröningen. Aber auch das Kloster Bebenhausen, das Chorherrenstift Denkendorf und das Stift Stuttgart hatten noch Besitz. Während des Dreißigjährigen Krieges wurde das Dorf 1635 bei der Belagerung des Hohenasperg zum größten Teil zerstört. 1650 begann der Wiederaufbau.
1851 wurde das heutige Rathaus gebaut, 1872 die Schule an der Stammheimer Straße, 1894 folgte die Kleinkinderschule. 1903 besuchte König Wilhelm II. mit seiner Familie die eine Woche zuvor eingeweihte neue Kirche. 1903 wurde Pflugfelden nach Ludwigsburg eingemeindet. Dadurch wurde die Wasserversorgung verbessert und der Ort bekam einen Strom- und Gasanschluss. Bereits zehn Jahre später entstanden erste Gewerbebetriebe entlang der Schwieberdinger Straße. Pflugfelden entwickelte sich im 20. Jahrhundert vom kleinen Bauerndorf zum starken Industriestandort für Ludwigsburg.

## Wappen
Das Wappen Pflugfeldens zeigt in Rot unter einer liegenden schwarzen Hirschstange eine gestürzte silberne Pflugschar, oberhalb begleitet von zwei silbernen Großbuchstaben, links P, rechts F. Die Farben Schwarz und Rot waren seit dem 19. Jahrhundert die Flaggenfarben Württembergs.

## Sehenswürdigkeiten
Die evangelische Pfarrkirche St. Ulrich aus dem Jahre 1903 wurde nach den Plänen der Stuttgarter Architekten Richard Böklen und Carl Feil gebaut. Der moderne Bau wurde an der Stelle der alten, aus dem Mittelalter stammenden Kirche erstellt. In der noch vorhandenen Wehrmauer, die ursprünglich den Friedhof eingrenzte, sind Steine von der alten Kirche eingearbeitet. So findet sich an der Südseite eine alte Sonnenuhr und an der Westseite ein Stein mit der Jahreszahl 1391.
Das mächtige Pfarrhaus in der Dorfstraße aus dem Jahr 1732 steht direkt bei der Kirche. Es wurde an der Stelle des alten Pfarrhauses errichtet, nachdem dieses vollständig in Flammen aufging und dabei alle alten Kirchenunterlagen vernichtet wurden.
In Pflugfelden sind die alten Hofanlagen im Dorfkern noch in wenigen Teilen erhalten: Stockheimer Hof, Asperger Kellereihof, Drittelshof, Schorndorfer Hof, Verwaltungshof, Heiligenhof.
Der Dorfbrunnen stand ursprünglich im Stockheimer Hof, heute ist er in der Nähe der Bushaltestelle wieder aufgerichtet und ist im Mai und Dezember vom Maibaum bzw. einem Weihnachtsbaum umstellt (Dorfstraße).
Bei der Sporthalle findet man das alte Wasserwerk von 1866, von wo aus (Riedbrunnenquelle) ursprünglich der Wasserturm Ludwigsburg-Fürstenhügel am sogenannten Römerhügel versorgt wurde. In der Nähe der Sporthalle wurden vor deren Bau die Reste eines römischen Gutshofs ausgegraben.

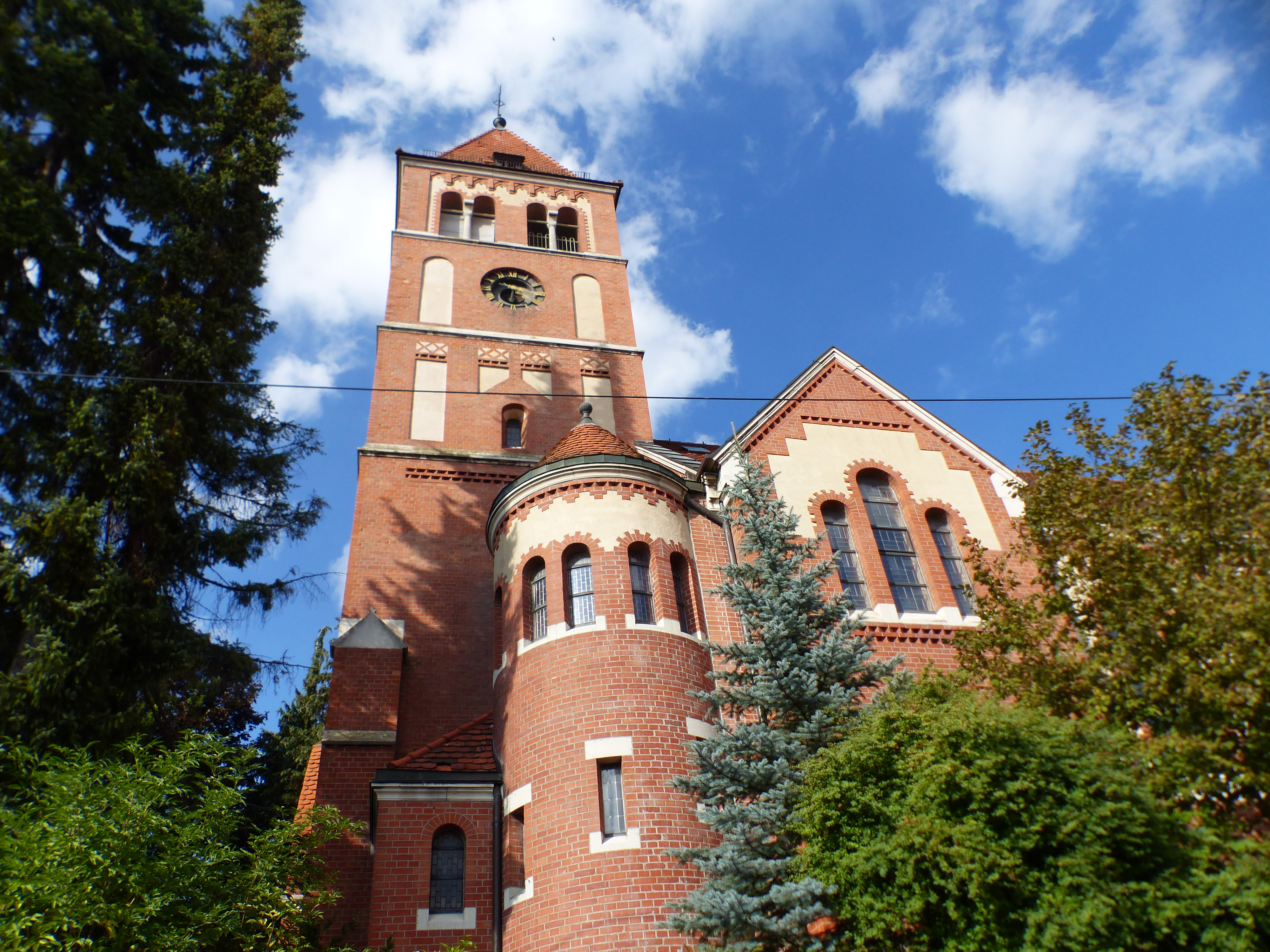
Ev. Pfarrkirche St. Ulrich
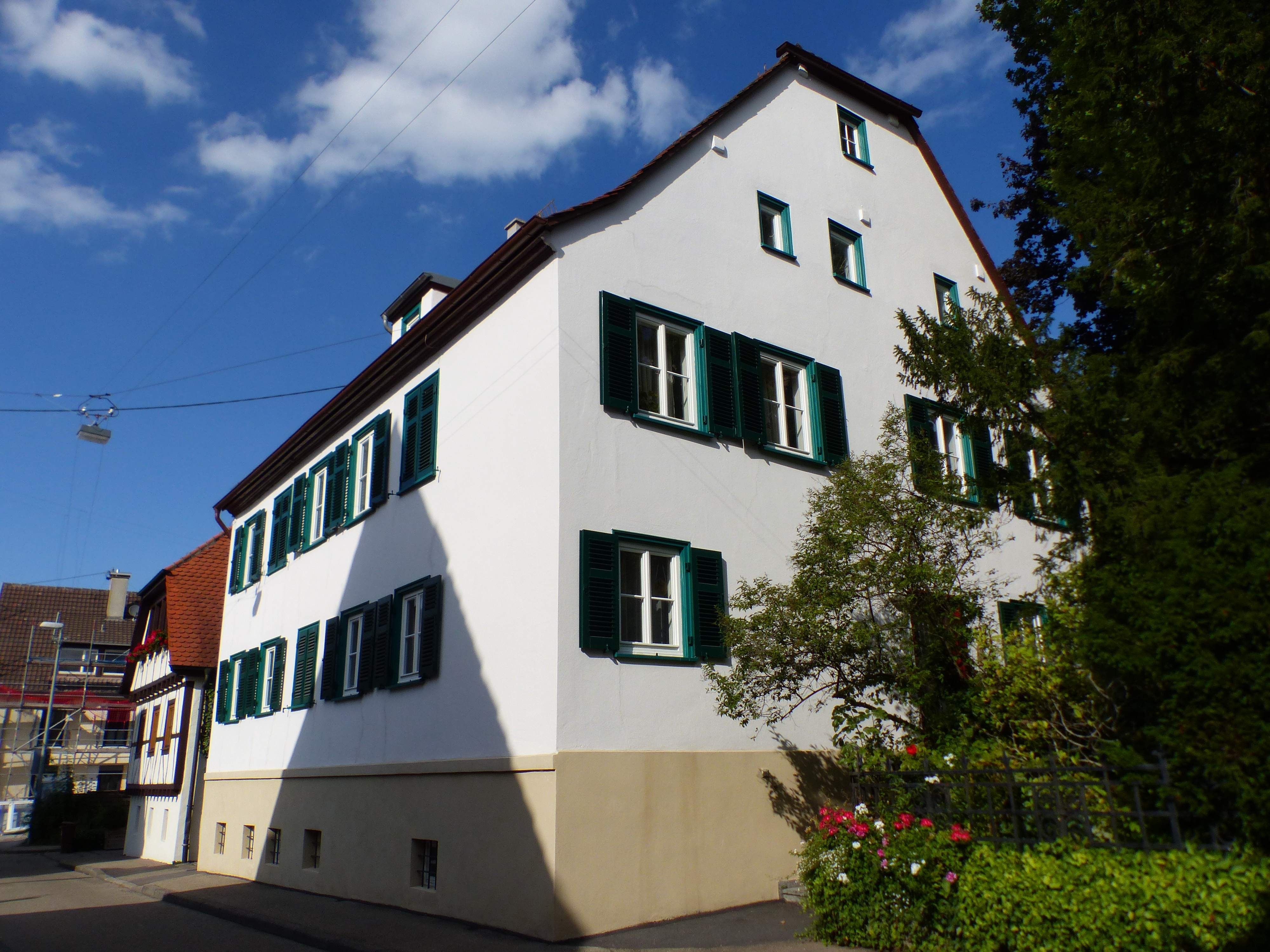
Pfarrhaus
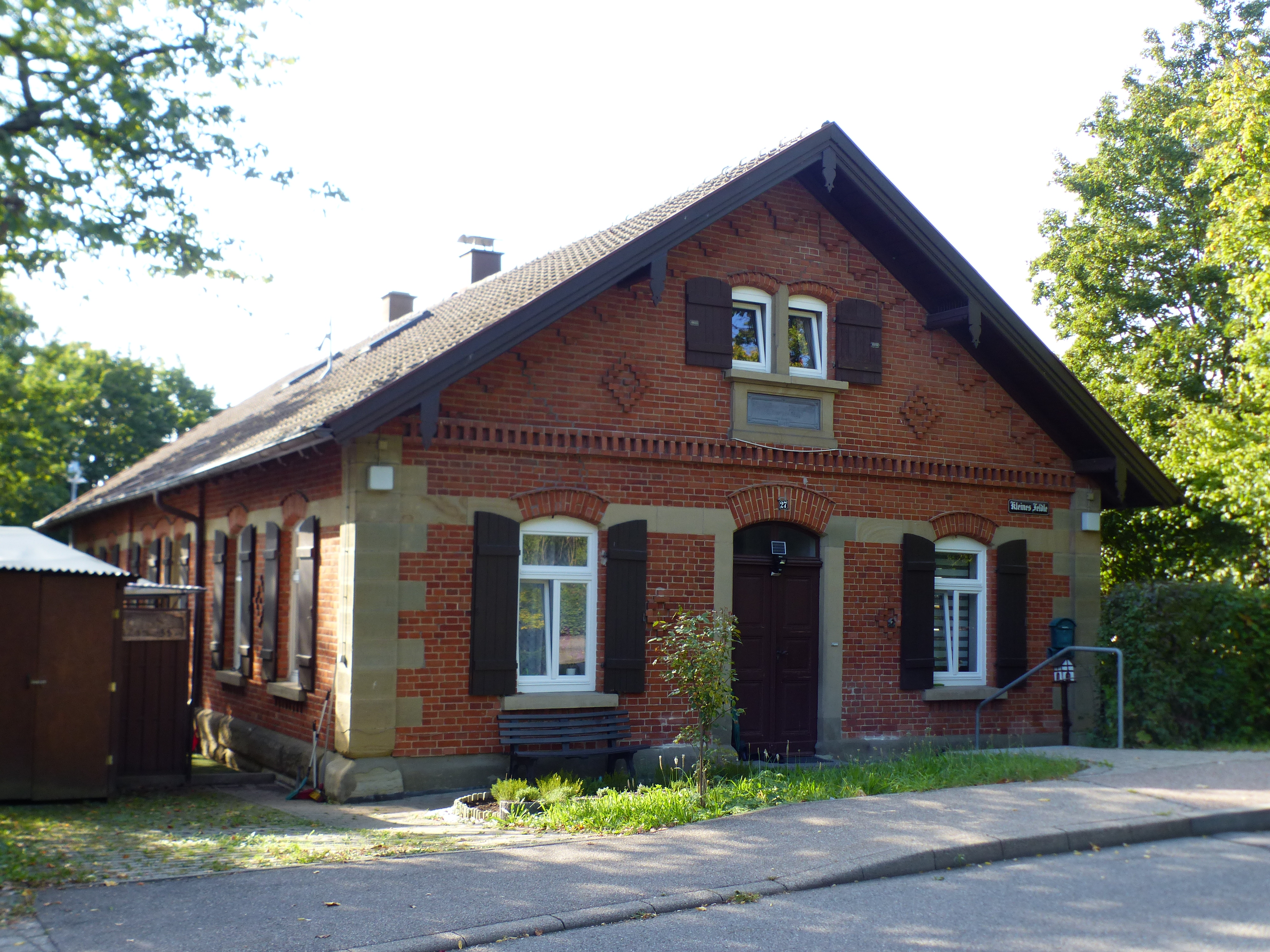
Pumpenhaus

## Persönlichkeiten

### Töchter und Söhne des Ortes
- Jakob Dobler (1886–1980), Landwirt, war Mitglied der Vorläufigen Volksvertretung für Württemberg-Baden
- Theodor Dobler (1893–1973), Arzt, sorgte als Militärarzt 1945 für eine kampflose Übergabe Tübingens an die anrückenden französischen Truppen

### Mit Pflugfelden in Verbindung stehende Personen
- Daniel Bidembach (um 1559–1626), lutherischer Theologe, der fünf Jahre in Pflugfelden als Pfarrer tätig war
- Richard Böklen (1861–1934), erbaute 1902/03 als Architekt die Pflugfelder St.-Ulrich-Kirche
- Willi Hennig (1913–1976), bedeutender Biologe, der in Pflugfelden wohnte und die zur damaligen Zeit provisorisch in Ludwigsburg untergebrachte Sammlung des Stuttgarter Naturkundemuseums betreute
- Jörg Bergen (* 1966), ehemaliger Bundesliga-Profi, der beim TV Pflugfelden als Kind Fußball spielen lernte